# کولاییر (بردع)
کولاییر (به لاتین: Kolayır) یک منطقه مسکونی در جمهوری آذربایجان است که در شهرستان بردع واقع شده است. کولاییر ۳۲۸ نفر جمعیت دارد.